# Newquayi repülőtér
A Newquayi repülőtér (IATA: NQY, ICAO: EGHQ) Anglia egyik nemzetközi repülőtere, amely St Mawgan közelében található. Éves utasforgalma 244 674 fő (2022).

## Futópályák
A repülőtér futópályái:
- 12/30 (2744 m, 45 m, beton, aszfalt)

## Forgalom
Az utasforgalom az elmúlt években az alábbi módon változott:
| Utasok száma | 17 272 | 252 625 | 343 143 | 347 036 | 209 574 | 174 632 | 250 278 | 456 511 | 67 877 | 244 674 |
|              | 1981   | 2004    | 2006    | 2009    | 2011    | 2013    | 2015    | 2018    | 2020   | 2022    |